# Test Thomasa
Test Thomasa – badanie wykrywające przykurcz zginaczy stawu biodrowego.
Badany leży na wznak, a badający zgina kończynę dolną, tak że kolano kieruje się do klatki piersiowej. Jeżeli udo kończyny leżącej uniesie się, to istnieje przykurcz biodra. Kąt, jaki tworzy oś uda z powierzchnią, na której leży badany, określa wielkość przykurczu.
Przykurcz zginaczy stawu biodrowego należy do najczęstszych w skoliozie i wywierających największy wpływ na krzywizny kręgosłupa. Powoduje zwiększenie przodopochylenia miednicy i lordozy lędźwiowej oraz ugięcie kończyn dolnych w stawach kolanowych.
Do zróżnicowania dodatniego testu Thomasa służy test Jandy.